# Albibarbefferia peralta
Albibarbefferia peralta là một loài ruồi trong họ Asilidae. Albibarbefferia peralta được Wilcox miêu tả năm 1966. Loài này phân bố ở vùng Tân Bắc giới.